# Le Breuil (Saona y Loira)
 Le Breuil  es una comuna y población de Francia, en la región de Borgoña, departamento de Saona y Loira, en el distrito de Autun y cantón de Le Creusot Este.
Está integrada en la Communauté urbaine Le Creusot-Montceau-les-Mines .

## Demografía
| 2382 | 2471 | 3067 | 3368 | 3741 | 3667 |
| Para los censos de 1962 a 1999 la población legal corresponde a la población sin duplicidades (Fuente: INSEE [Consultar]) |      |      |      |      |      |

Forma parte de la aglomeración urbana de Le Creusot.